# Ä
Ä, ä — літера розширеного латинського альфабету або символ, утворений буквою A з умлаутом.

## Використання

### Самостійна літера

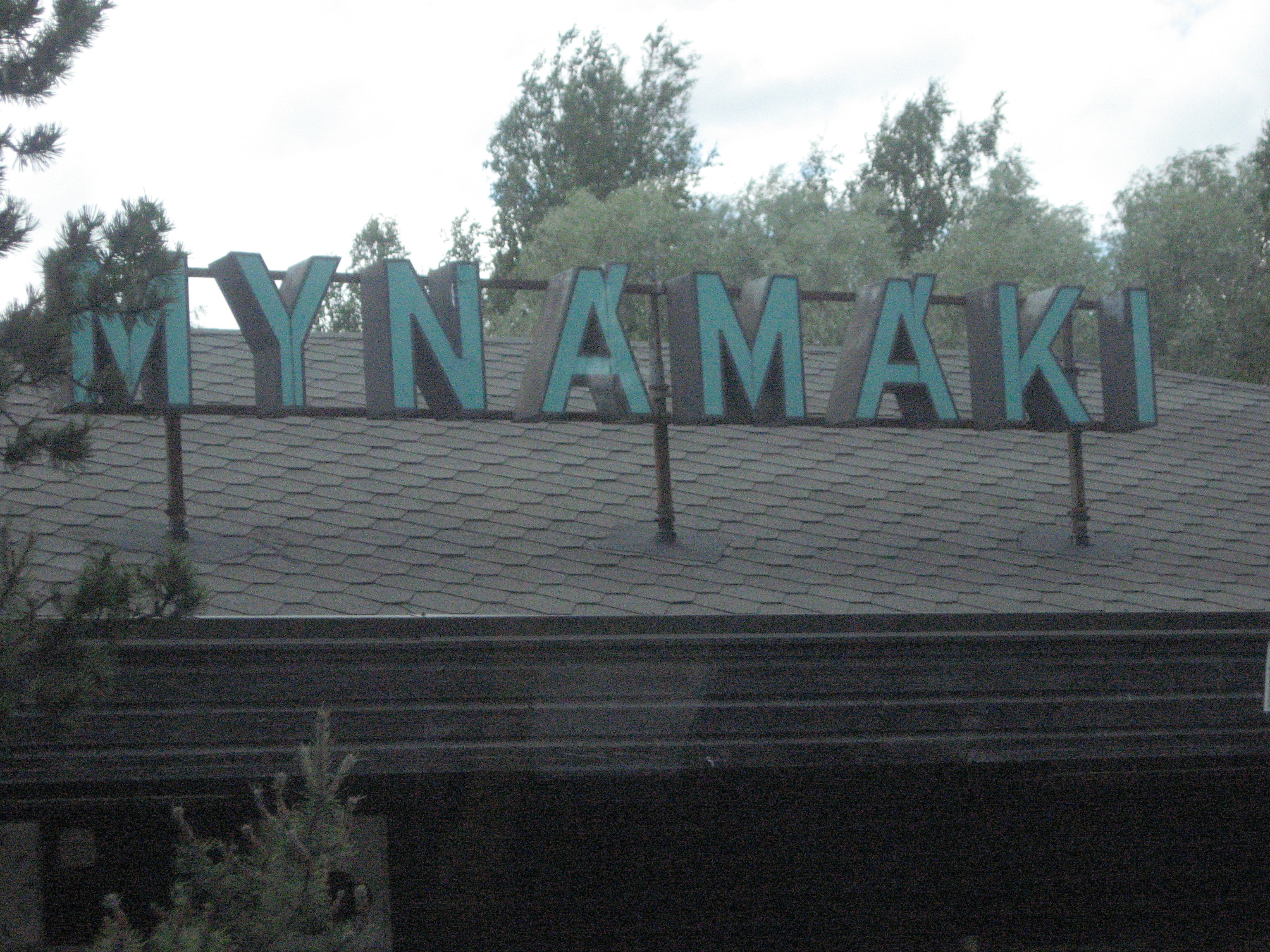
Знак на автовокзалі фінського міста Мюнямякі з художньою варіацією літери Ä

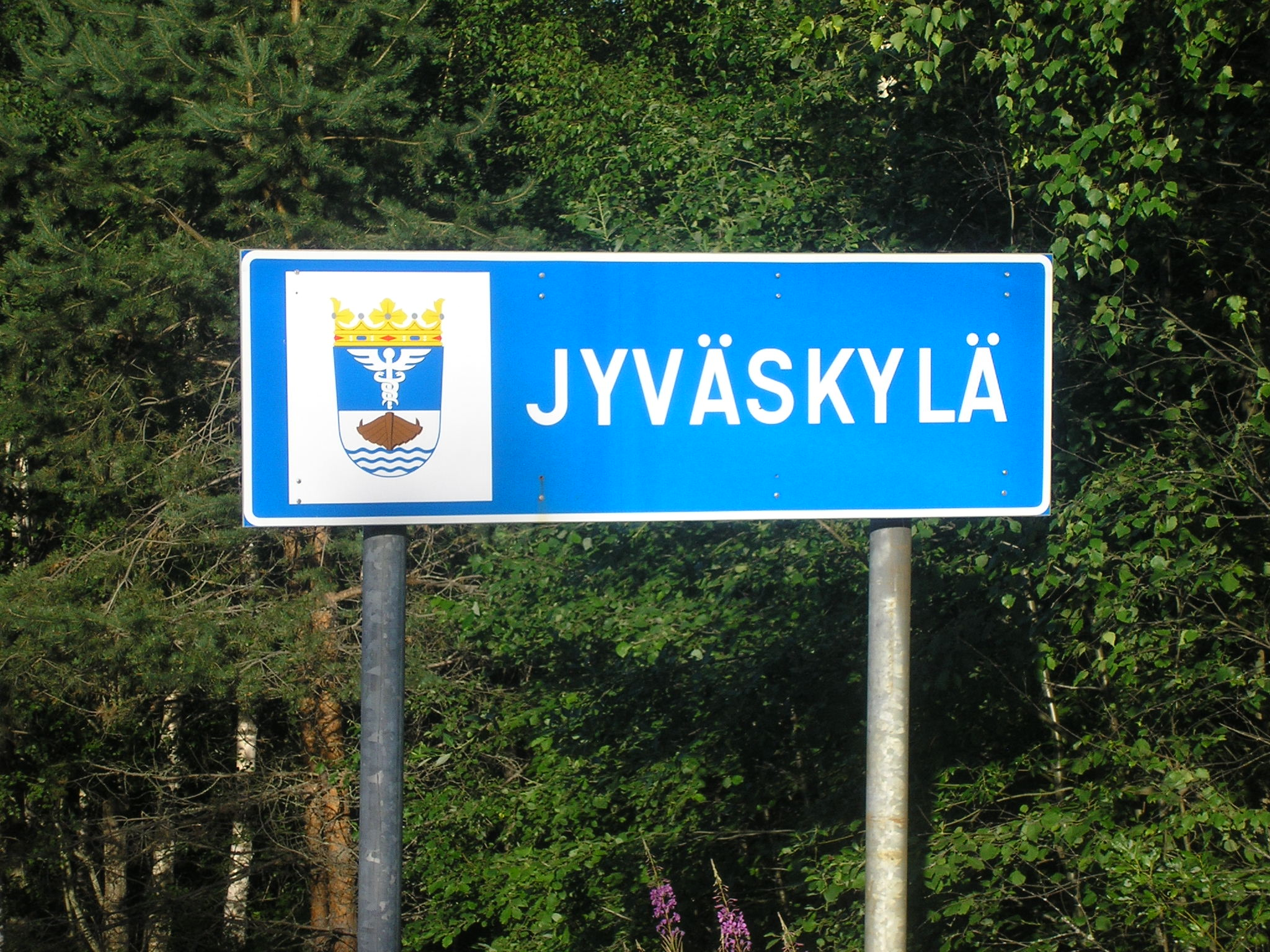
Дорожній знак міста Ювяскюля у Фінляндії

Літера Ä зустрічається в альфабетах естонської, фінської, шведської, люксембурзької, словацької, туркменської та деяких інших мов, де вона позначає голосний звук. У фінській та туркменській це завжди звук [æ]; у шведській та естонській залежно від позиції літери та регіону держави може позначати [æ] та [ɛ]. У словацькій Ä вимовляється як [ɛ] (або, дещо старомодно, але теж правильно, [æ]).
У скандинавських країнах голосний звук [æ] спочатку записувався як "Æ", проте близько 1100 року християнізація примусила колишніх вікінгів перейти від рунічного альфабету до латинського. Літера Ä виникла в німецькій мові, а згодом і в шведській через початкове написання E в сполученні AE над літерою A, яке згодом було спрощене до двох крапок. У ісландській, фарерській, данській та норвезькій мовах вживається Æ.
Фінська мова впровадила шведський альфабет протягом 500 років перебування Фінляндії у складі Швеції. Хоча явища германського умлауту у фінській не існує, є фонема /æ/. Аналогічно, в естонській мові літера з'явилася через германський вплив.

### A-умлаут
Схожий знак, A з умлаутом, існує в німецькій мові. Він є формою літери A та вимовляється як [ɛ] чи [e] (у деяких носіїв). Але ця літера називається "Ä", а не "A Umlaut". У складі дифтонгів Ä є аналогом E, напр. Bäume /bɔɪmə/ (дерева). 
У німецьких словниках літера йде рівноправно з A, у телефонних книжках — поряд із сполученням AE. Також буква зустрічається у кількох мовах, що використовують німецькі імена чи назви, але не входить до їх альфабетів.
Початково виглядала як A з малою e зверху, що перетворилася на дві точки.
У мовах, що не мають цієї літери в альфабеті, або за відсутності її в розкладці чи наборі на зразок US-ASCII, Ä часто замінюється комбінацією "ae".

### Міжнародний фонетичний альфабет
- У МФА ä позначає неогублений голосний середнього ряду низького піднесення (не плутати з неогубленим голосним переднього ряду низького піднесення).

## Кодування
| Графема | HTML   | Юнікод | TeX     |
| ------- | ------ | ------ | ------- |
| Ä       | &Auml; | U+00C4 | \ddot A |
| ä       | &auml; | U+00E4 | \ddot a |